# Euchiton lateralis
Euchiton lateralis là một loài thực vật có hoa trong họ Cúc. Loài này được (C.J.Webb) Breitw. & J.M.Ward mô tả khoa học đầu tiên năm 1998.